# Arrondissement Chaumont
Arrondissement Chaumont je francouzský arrondissement ležící v departementu Haute-Marne v regionu Grand Est. Člení se dále na 8 kantonů a 162 obcí.

## Kantony
od roku 2015:
- Bologne (část)
- Bourbonne-les-Bains (část)
- Châteauvillain
- Chaumont-1
- Chaumont-2
- Chaumont-3
- Nogent (část)
- Poissons (část)

před rokem 2015:
- Andelot-Blancheville
- Arc-en-Barrois
- Bourmont
- Châteauvillain
- Chaumont-Nord
- Chaumont-Sud
- Clefmont
- Juzennecourt
- Nogent
- Saint-Blin
- Vignory